# Budynek Banku Spółdzielczego w Lublanie
Budynek Banku Spółdzielczego w Lublanie (słoweń.Stavba Zadružne gospodarske banke)  – budynek z 1921 roku zaprojektowany przez Ivana Vurnika. Jest przykładem stylu narodowego w architekturze.

## Historia
Budynek został zaprojektowany w 1921 roku przez architekta Ivana Vurnika i jego żonę Helenę Vurnik w tzw. słoweńskim stylu narodowym. Projektując go Vurnik nawiązał do kolorystyki herbu Księstwa Krainy i użył kolorów: białego, żółtego, czerwonego i niebieskiego. Na parterze znalazła się duża hala bankowa, a na piętrach mieszkania. Obecnie w dawnych pomieszczeniach bankowych mieści Zemljiška knjiga (rejestr gruntów). Pomieszczenia nie są udostępniane do zwiedzania.

## Architektura
Pięciopiętrowy budynek ma bogato zdobioną fasadę, która wychodzi na ulicę Miklošičeva. Na klatce schodowej na pierwszym i drugim piętrze umieszczono witraże z motywami geometrycznymi. Ponieważ budynek został wybudowany na wąskiej działce, dwie budowle na jej końcach połączono dwupiętrową halą z oknami dachowymi, które doświetlały pomieszczenia banku. Stworzono w ten sposób dużą halę z pomieszczeń na parterze obu budynków i hali na dziedzińcu. Podzielono je kolumnami na trzy części. Część środkowa była dla klientów, a dwie boczne dla pracowników banku. Pomieszczenia, tak jak fasada zostały pomalowane przez Helenę Vurnik. W dekoracjach pojawia się charakterystyczny dla Vurnika motyw luku ostrego. Został on wykorzystany w dekoracjach okien budynku. W 1925 roku Vurnik porzucił styl narodowy na rzecz modernizmu.